# Капраграса III (Кјети)
Капраграса III (итал. Capragrassa III) је насеље у Италији у округу Кјети, региону Абруцо.
Према процени из 2011. у насељу је живело 99 становника. Насеље се налази на надморској висини од 135 м.